# Zuckerfabrik Goldbeck
Die Aktien-Zuckerfabrik Goldbeck war ein deutsches Unternehmen in der Rechtsform einer Aktiengesellschaft mit Sitz in Goldbeck in Sachsen-Anhalt. Die vom 1889 gegründeten Unternehmen betriebene Zuckerfabrik wurde nach 1945 als Volkseigener Betrieb (VEB) weitergeführt, 1991 durch das Unternehmen Nordzucker übernommen und 1992 stillgelegt.

## Bau
Der Besitzer des etwa neun Kilometer nördlich von Goldbeck gelegenen Ritterguts Iden hatte 1877 auch das dazwischen liegende Gut in Rohrbeck übernommen. Gutserbe Carl Philipp Freise nutzte die Flächen zum Anbau von Zuckerrüben. Zum Transport in das an der Bahnstrecke Magdeburg–Wittenberge gelegene Goldbeck nahm er 1886 eine Pferdebahn in Betrieb.
1889 wurde die Aktien-Zuckerfabrik Goldbeck gegründet. Freise war Hauptaktionär und einige Zeit Aufsichtsratsvorsitzender. Die Grundsteinlegung für den Fabrikbau war am 12. August 1889. Die Produktionsanlage wurde für 499.000 Mark von der Sudenburger Maschinenfabrik und Eisengießerei gebaut. Für weitere 24.000 Mark wurde ein leistungsfähiger Brunnen angelegt. Insgesamt kostete der Bau der Zuckerfabrik eine Million Mark. Der Betrieb wurde im September 1890 aufgenommen. Die Fabrik sollte anfangs 6000 Zentner Rüben täglich verarbeiten. Die Fabrikationsmethode nutzte vierfache Sättigung, Kalkmilch, Saftkocher und Claritasfilter. Die Fabrik verfügte schon 1900 über elektrische Beleuchtung. Sie hatte die Telefonnummer 9 im Amt Osterburg.

## Betriebsjahre
In der Kampagne 1899/1900 verarbeitete die Aktien-Zuckerfabrik Goldbeck 919.000 Zentner Rüben zu 126.000 Zentnern Rohzucker. Die Rübenanbaufläche von etwa 7200 Morgen war die zehntgrößte der Zuckerfabriken in der Provinz Sachsen. Die Provinz Sachsen war damals mit 114 Zuckerfabriken und etwa 496.000 t Zucker der Hauptproduktionsbezirk der von den 399 Zuckerfabriken im Deutschen Reich produzierten 1889.000 t Zucker.
Die Aktien-Zuckerfabrik Goldbeck verarbeitete nicht nur Zuckerrüben aus der näheren Umgebung, sondern wurde auch aus anderen Gegenden per Eisenbahn damit beliefert. Ab 1896 wurde die Anschlussbahn zur Kleinbahn Goldbeck–Werben (Elbe) ausgebaut. Die Fabrik beschäftigte in Spitzenzeiten bis zu etwa 350 Mitarbeiter. Die Einwohnerzahl von Goldbeck vervierfachte sich von 260 im Jahr 1885, vor dem Bau von Zuckerfabrik und Bahn, auf 1001 im Jahr 1905.
Im Jahr 1911 wurde für die Aktiengesellschaft ein Gewinn von 60.152 Mark berichtet. Für die Geschäftsjahre von 1924/1925 bis 1933/1934 zahlte die Aktiengesellschaft bei Jahreserträgen zwischen 251.200 Reichsmark (RM) Gewinn und 163.500 RM Verlust keine Dividenden. Für die Geschäftsjahre von 1934/1935 bis 1942/1943 wurden Dividenden von jeweils 6,0 % bzw. 6,25 % festgelegt. Das Aktienkapital wurde zuletzt auf 1,7 Millionen RM beziffert, die Verbindlichkeiten lagen bei 7,34 Millionen RM. Anfang 1945 arbeiteten italienische Militärinternierte in der Zuckerfabrik.
Nach dem Zweiten Weltkrieg wurde die Fabrik enteignet und als Volkseigener Betrieb (VEB) weiterbetrieben. Spätestens zu Jahresbeginn 1967 war die Zuckerfabrik in Goldbeck einer der sechs Betriebe des VEB Zuckerkombinats „Altmark“. Ab 1984 war das VE Kombinat Zucker Halle die oberste Organisationseinheit der Zuckerindustrie der DDR. 1991 wurde die Zuckerfabrik durch Nordzucker übernommen und nach der Kampagne 1991/1992 stillgelegt. Für die Jahre von 1989 bis 1995 waren überfällige größere Modernisierungen geplant.

## Nachnutzung
Im Jahr 1993 wurde die Fabrik zu etwa 95 % abgerissen. Die Flächen wurden als Industriegebiet vermarktet. Die Stiftung Naturlandschaft Hannover übernahm von Nordzucker eine 4,2 Hektar große Fläche in Goldbeck.
Von der Fabrik verblieb eine in den 1930er Jahren errichtete rund 900 m² große Lagerhalle. Nach einem 2017 erstellten Konzept soll sie als Veranstaltungszentrum Zuckerhalle genutzt werden.

## Werksbahn
1960 erhielt die Zuckerfabrik eine Lokomotive vom Typ LKM V 10 B und 1970 eine weitere. Diese kam nach der Stilllegung zur Zuckerfabrik Fallersleben-Salzdahlum und wurde 1998 als Denkmal vor einer Grundschule in Gifhorn aufgestellt.